# Lowestoft Town FC
El Lowestoft Town FC es un equipo de fútbol de Inglaterra que juega en la Isthmian League North Division.

## Historia

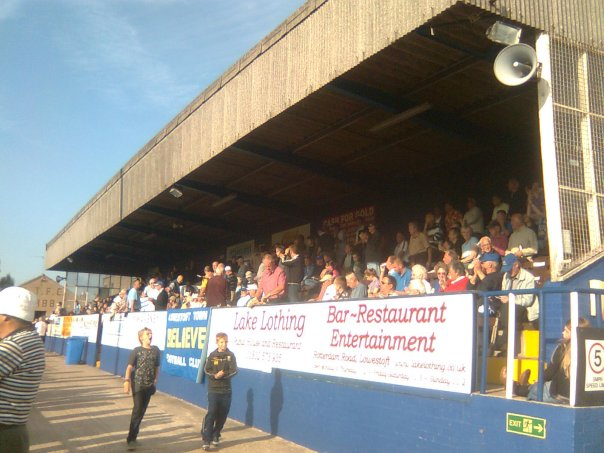
Gradería principal del Crown Meadow.

Fue fundado en el año 1887 en la ciudad de Lowestoft con el nombre Lowestoft FC luego de la fusión de los equipos East Suffolk y el original Kirkley, y cambiaron su nombre a Lowestoft Town en 1890. Se unieron a Norfolk & Suffolk League como miembros fundadores en 1897 y ganaron seis de los primeros siete campeonatos. también jugaron en la North Suffolk League, donde también ganaron seis campeonatos en siete temporadas. Llegaron a la final de la FA Amateur Cup en 1900, perdiendo la final 5-1 ante Bishop Auckland FC, y también llegaron a las semifinales en 1902-03, perdiendo en un replay ante el Oxford City FC. En la temporada 1926-27 llegaron a la primera ronda de la Copa FA, perdiendo 1-10 ante el Watford FC. Volvieron a ganar la Norfolk & Suffolk League en 1928–29 y 1930–31.
En 1935, el club se fusionó con otra encarnación de Kirkley y se unió a la nueva Eastern Counties League. Compartieron el primer campeonato con el Harwich & Parkeston antes de ganarlo en 1937–38. La temporada siguiente ganaron la Copa de la Liga con una victoria por 4-1 sobre las reservas de Colchester Town FC, y también llegaron a la primera ronda de la Copa FA perdiendo 0-6 en Swindon Town FC.
Volvieron a ganar la Copa de la Liga en 1955 y, después de volverse semiprofesionales en 1962, dominaron la liga durante la década de 1960, ganaron el campeonato en 1962–63 y terminaron subcampeones en 1963–64. Luego ganaron cuatro campeonatos consecutivos, antes de terminar segundos en 1968–69 y ganar dos títulos más en las temporadas siguientes, además de ganar la Copa de la Liga en 1966, 1967 y 1969. También llegaron a la primera ronda de la Copa FA en 1966-67, perdiendo 1-2 ante Leyton Orient FC, y nuevamente la temporada siguiente cuando perdieron 0-1 en casa ante Watford FC.
Sin embargo la fortuna del club luego entró en declive, aunque ganó la Copa de la Liga en 1976 y un doblete de liga y copa en 1977-78, temporada en la que alcanzó nuevamente la primera ronda de la Copa FA perdiendo 0-2 en casa ante Cambridge United FC.
Volvieron a ganar la liga en 2005-06, y en 2008 llegaron a la final de la FA Vase, donde perdieron 2-1 ante Kirkham & Wesham FC. La temporada siguiente volvieron a ganar la Primera División de la Liga de los Condados del Este, junto con la Suffolk Premier Cup, y fueron ascendidos a la División Uno Norte de la Isthmian League. Ganaron la liga en el primer intento de obtener el ascenso a la Primera División, llegando también a la primera ronda de la Copa FA, perdiendo 0-1 ante Wrexham FC. En su primera temporada en la Premier Division terminaron cuartos y llegaron a la final de los play-offs, donde perdieron 4-3 ante Tonbridge Angels FC. En 2011-12 el club volvió a llegar a la final de los play-offs después de terminar tercero, pero perdió 2-1 ante el AFC Hornchurch en la prórroga. El club también llegó a la final de la Suffolk Premier Cup, en la que derrotó a Bury Town FC por 4-2. En 2012-13 el Lowestoft llegó a la final de los play-offs por tercera temporada consecutiva después de terminar como subcampeón, esta vez perdiendo 2-1 en casa ante el Concord Rangers FC.
Después de terminar cuarto la temporada siguiente el club finalmente logró el ascenso a la Conference North ganando la final de los play-offs en el cuarto intento después de vencer al AFC Hornchurch por 3-0. Después de terminar en la mitad de la tabla en su primera temporada y ganar la Suffolk Premier Cup venciendo al Whitton United FC 2-1 después de la prórroga, descendieron de la renombrada National League North al final de la temporada 2015-16, aunque retuvieron la Copa con una victoria por 3-1 sobre Leiston FC. El club fue transferido a la división Premier Central de la Liga Sur al final de la temporada 2017-18 como parte de la reestructuración de la pirámide de la Liga semiprofesional. En 2021-22 terminaron últimos en la Premier Central Division, lo que resultó en el descenso a la División Uno Norte de la Isthmian League.

## Palmarés
- Isthmian League
  - Division One North (1): 2009–10
- Eastern Counties League: 12

1935–36 (compartido), 1937–38, 1962–63, 1964–65, 1965–66, 1966–67, 1967–68, 1969–70, 1970–71, 1977–78, 2005–06, 2008–09
- Eastern League Cup: 10

1938–39, 1954–55, 1965–66, 1966–67, 1968–69, 1975–76, 1977–78, 1983–84, 2000–01, 2006–07
- Norfolk & Suffolk League: 8

1897–98, 1898–99, 1900–01, 1901–02, 1902–03, 1903–04, 1928–29, 1930–31
- North Suffolk League: 7

1897–98, 1898–99, 1899–1900, 1900–01, 1902–03, 1903–04, 1904–05
- Suffolk Premier Cup: 13

1966–67, 1971–72, 1974–75, 1978–79, 1979–80, 1999–2000, 2000–01, 2004–05, 2005–06, 2008–09, 2011–12, 2014–15, 2015–16
- Suffolk Senior Cup: 10

1902–03, 1922–23, 1923–24, 1925–26, 1931–32, 1935–36, 1946–47, 1947–48, 1948–49, 1955–56
- East Anglian Cup: 3

1929–30, 1970–71, 1977–78

## Récords
- Mayor posición en liga: 16.º, National League North, 2014–15
- Mejor participación en la FA Cup: Primera ronda, 1926–27, 1938–39, 1966–67, 1967–68, 1977–78, 2009–10
- Mejor participación en la FA Trophy: Segunda ronda, 1971–72
- Mejor participación en la FA Vase: Finalista, 2007–08
- Mejor asistencia: 5000 vs Watford, Primera ronda FA Cup, 1967[1]